# Kuummiut Helistop
Kuummiut Helistop (IATA: , ICAO: BGKM) er en grønlandsk flyveplads beliggende i Kuummiut med et gruslandingsområde på 30 m x 20 m. I 2008 var der 518 afrejsende passagerer fra flyvepladsen fordelt på 105 starter (gennemsnitligt 4,93 passagerer pr. start).
Kuummiut Helistop drives af Mittarfeqarfiit, Grønlands Lufthavnsvæsen. Statens Luftfartsvæsen fører tilsyn med flyvepladsen.

## Eksterne links
- AIP for BGKM fra Statens Luftfartsvæsen Arkiveret 24. februar 2012 hos  Wayback Machine